# Theo Champion

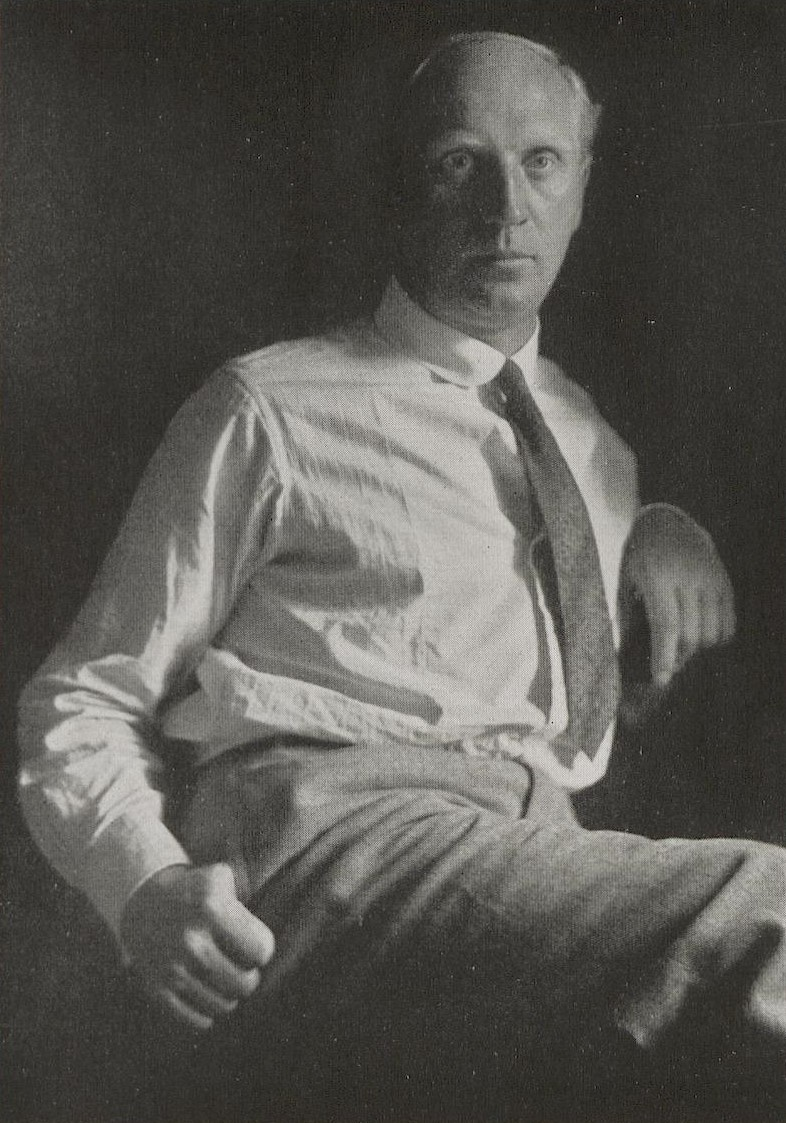
Theo Champion (1932)

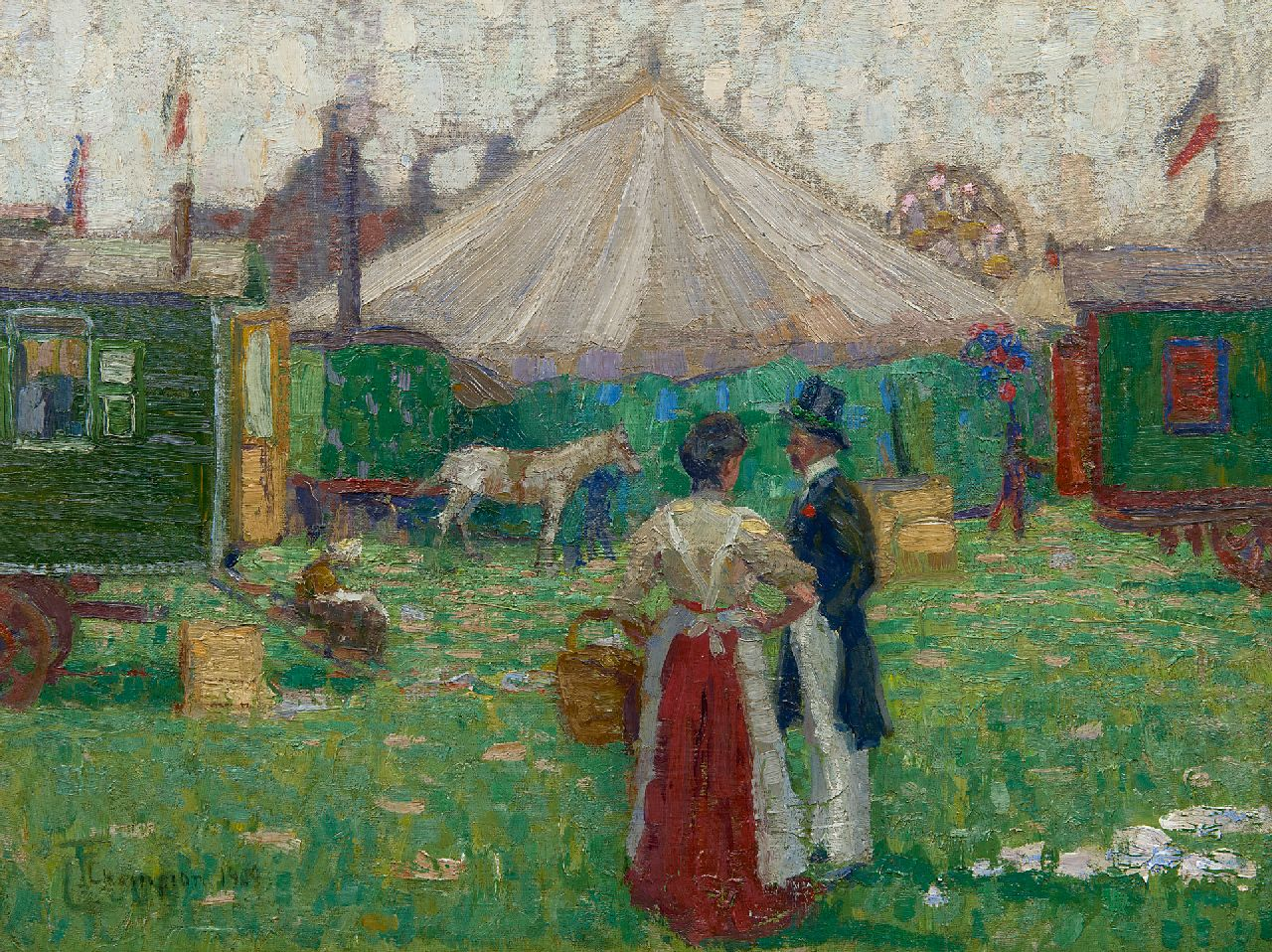
Beim Kirmeswagen (1909)

Telefonbau im linksrheinischen Düsseldorf (1913)

Theodor Champion (* 5. Februar 1887 in Oberkassel, heute Stadtteil von Düsseldorf; † 20. September 1952 in Zell an der Mosel) war ein deutscher Maler.

## Leben

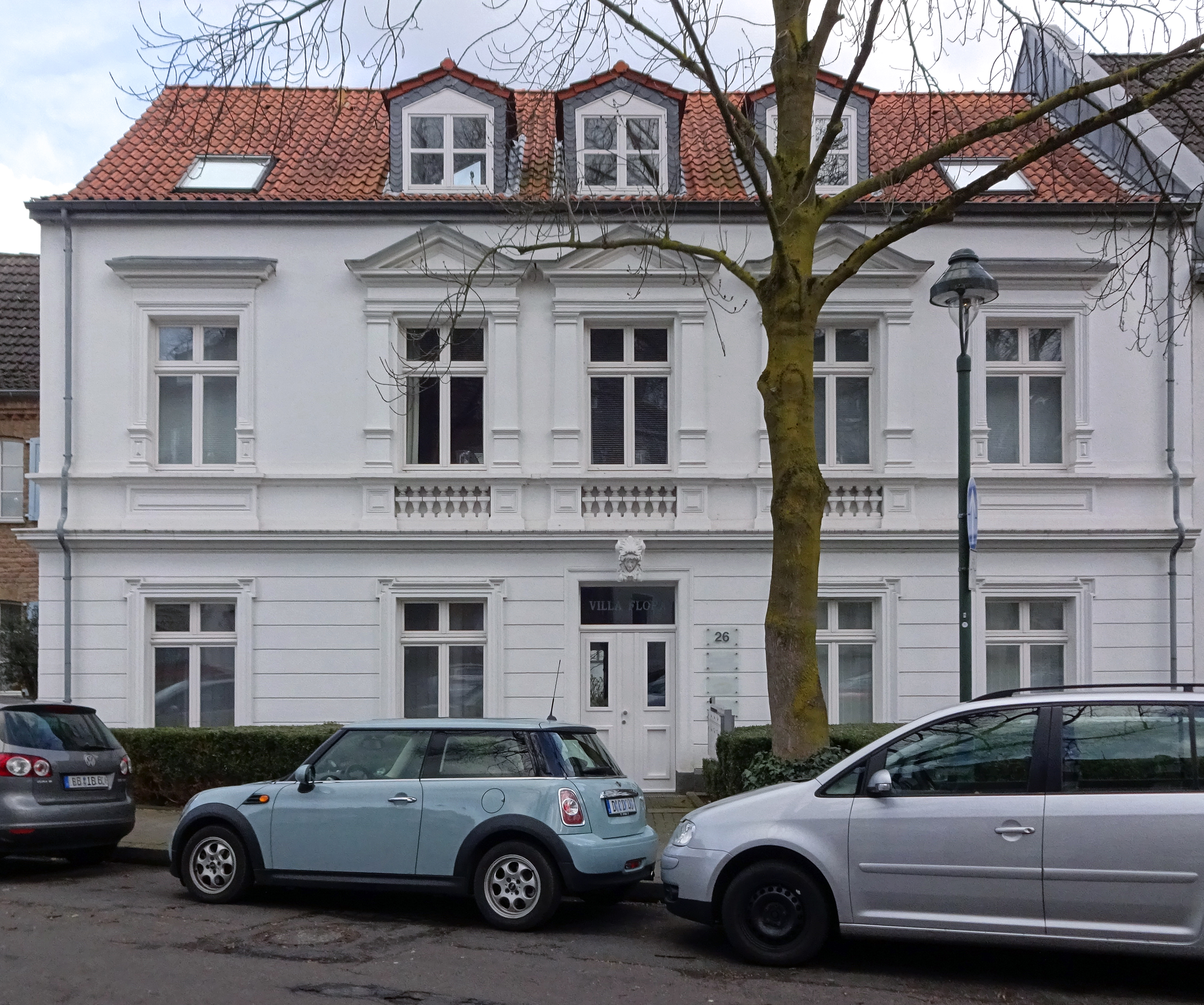
Villa Flora

Der in Oberkassel geborene Maler Theo Champion, Sohn des Kaufmanns Carl August Champion, auch genannt „Meister vom Stuhl“, studierte zunächst ab 1906 an der Kunstakademie Düsseldorf, unter anderem bei Eduard von Gebhardt, wechselte dann bereits nach einem Jahr an die Kunstschule in Weimar, wo er sich eine neoimpressionistische Malweise aneignete. Auf Rat seines Lehrers in Weimar, Theodor Hagen, machte Champion von 1910 bis 1913 Studienreisen nach Frankreich, Italien und in die Niederlande. Bis zum Ersten Weltkrieg war Champions Malerei vor allem von Vincent van Gogh geprägt. 
Champion malte seine Bilder nicht im Atelier, sondern direkt in der Natur. Dazu hatte er seinen Malgrund vorpräpariert. Er porträtierte keine Landschaften, sondern dichtete in der Natur seine Bilder aus unterschiedlichen Motiven zusammen. Dabei ließ er sich auch gerne vom Zufall leiten, sodass er spontan ins Bildfeld kommende Personen oder Tiere mit auf die Leinwand brachte.
Von 1914 bis 1916 war Theo Champion Soldat im Ersten Weltkrieg. In Schlacht um Verdun 1916 verwundet wurde er in einem Lazarett untergebracht.
1919 gehörte Champion zu den Gründungsmitgliedern der Künstlervereinigung Das Junge Rheinland. Um 1920 veränderte Champion seinen Stil zunehmend in Richtung Neue Sachlichkeit. Klare Umrisse, glatte Oberflächen und kräftige rot-braun Töne kennzeichnen seine Bilder. Thematisch beschäftigte er sich zu dieser Zeit vorwiegend mit der Stadtlandschaft. 1921 hatte er eine Einzelausstellung in der Galerie Alfred Flechtheim in Düsseldorf.
Inge Zacher schrieb über seine Malerei dieser Zeit: „Aus nächster Nähe, seiner Wohn- und Arbeitsumgebung in Oberkassel, beobachtete er, wie die Felder und Wiesen verschwanden, Wohnhäuser emporwuchsen und Industriewerke sich ansiedelten. Menschenleere Straßen und abgewandte Figuren – typische Stilmittel der Neuen Sachlichkeit – bezeugen die Schwierigkeit der Menschen, sich in der veränderten Umwelt zurechtzufinden.“
1924 wurde er Mitglied der Rheingruppe und 1928 gehörte er zu den Mitgliedern der Rheinischen Sezession.
Die für Champion typischen Rot-Braun-Töne wurden von einer blau-grünen Farbigkeit verdrängt, die in vielfältigen Nuancierungen nun seine Bilder bestimmten. Gerade diese poetisch-naive Sichtweise rückte ihn in die Nähe des Schaffens von Henri Rousseau, dessen Arbeiten Champion in der Galerie von Alfred Flechtheim 1913 in Düsseldorf gesehen hatte. 
Im Laufe der 1920er Jahre wurde die Malweise Champions immer feiner und die Bildformate verkleinerten sich. Eine altmeisterlich anmutende Maltechnik, die er bis zu seinem Spätwerk verfolgte, bestimmte seitdem sein Schaffen. Mit dem Ende der 1920er Jahre beschäftigte er sich mit der deutschen Romantik des frühen 19. Jahrhunderts, insbesondere mit Motiven der Sehnsucht, wie sie sich in der Malerei von Caspar David Friedrich finden. Die Auseinandersetzung mit der deutschen Romantik war aus der Gegenreaktion auf die Neue Sachlichkeit entstanden und von der Künstlergruppe Die Sieben, die Champion 1932 mitgegründet hatte, als „Neue Romantik“ rezipiert worden.  Mit Theo Champion gehörten der Gruppe Die Sieben die Künstler Adolf Dietrich, Hasso von Hugo, Alexander Kanoldt, Franz Lenk, Franz Radziwill und Georg Schrimpf an. Sie veranstalteten 1932 mit Unterstützung des Kunstvereins in Barmen ihre einzige Kollektiv-Ausstellung, die in Bochum, Wuppertal-Barmen, Krefeld, Köln und Düsseldorf zu sehen war. 
Während des Zweiten Weltkriegs, 1942 bis 1945, zog sich Champion in die ländliche Umgebung von Xanten zurück. Ein Kreis von Künstlern, dem auch Carl und Emil Barth zugehörten, fand sich dort zusammen. Champion malte helle grüne Bilder vom Niederrhein mit der Domsilhouette am tiefen Horizont und springenden Pferden auf der Weide.
Obwohl Champion zwei Weltkriege miterlebte, enthielt er sich mit seiner Malerei einer politischen Stellungnahme. Stattdessen fühlte er sich einer poetisch-naiven Sichtweise verpflichtet. Die Welt starrte damals bereits in Waffen. Theo Champion aber, einmal nach seiner Kunst befragt, schrieb: „Ich bin friedlich und male Frieden.“|
1947, nach dem Zweiten Weltkrieg, wurde Champion im Alter von 60 Jahren als Professor an die – im Wiederaufbau befindliche – Staatliche Kunstakademie Düsseldorf berufen. 1951 wurde Champion die Ehrenmitgliedschaft der Universität Madrid verliehen.
Die Familie Champion lebte in der „Villa Flora“ an der Oberkasseler Straße 26 in Düsseldorf-Oberkassel. Der Vater war mit seinem Düsseldorfer Dampf-Latrinen-Reinigungs-Unternehmern zu Vermögen gekommen. Dort beschäftigte sich Theo Champion thematisch vorwiegend mit der „Stadtlandschaft“, die er aus seiner Wohn- und Arbeitsumgebung beobachtete. 
Theo Champion starb 1952 während eines Kuraufenthaltes in Zell an der Mosel an einer Sepsis. Er wurde auf dem Friedhof Heerdt beigesetzt. 
2011 wurde nach ihm zu Ehren die Theo-Champion-Straße in Düsseldorf-Oberkassel benannt.

## Werk
Theo Champion war laut Heimatdichter Carl Vossen „ein rheinischer Malerpoet“. Als Maler stand er „außerhalb der Zeit“. Mit kunstgeschichtlichen Begriffen war und ist ihm kaum beizukommen. Theo Champion war ebenso modern wie altmodisch, ebenso kunstvoll wie naiv, ebenso Realist wie Träumer und Poet. Als er seine Bilder auf die Ausstellungen schickte, wussten die „Hängekommissionen“ nie so recht, wo sie ihn unterbringen sollten. Meist tat man ihn in einem kleinen Sonderkabinett zusammen mit Julius Bretz und Herbert Böttger, und in diesem Kreise fühlte er sich auch ganz wohl.